# 1935 en architecture
| Années de l'architecture : 1932 - 1933 - 1934 - 1935 - 1936 - 1937 - 1938    |
| Décennies de l'architecture : 1900 - 1910 - 1920 - 1930 - 1940 - 1950 - 1960 |

Cet article présente les faits marquants de l'année 1935 en architecture.

## Réalisations
- Début de construction de la Kaufmann House (maison sur la cascade) de Frank Lloyd Wright.

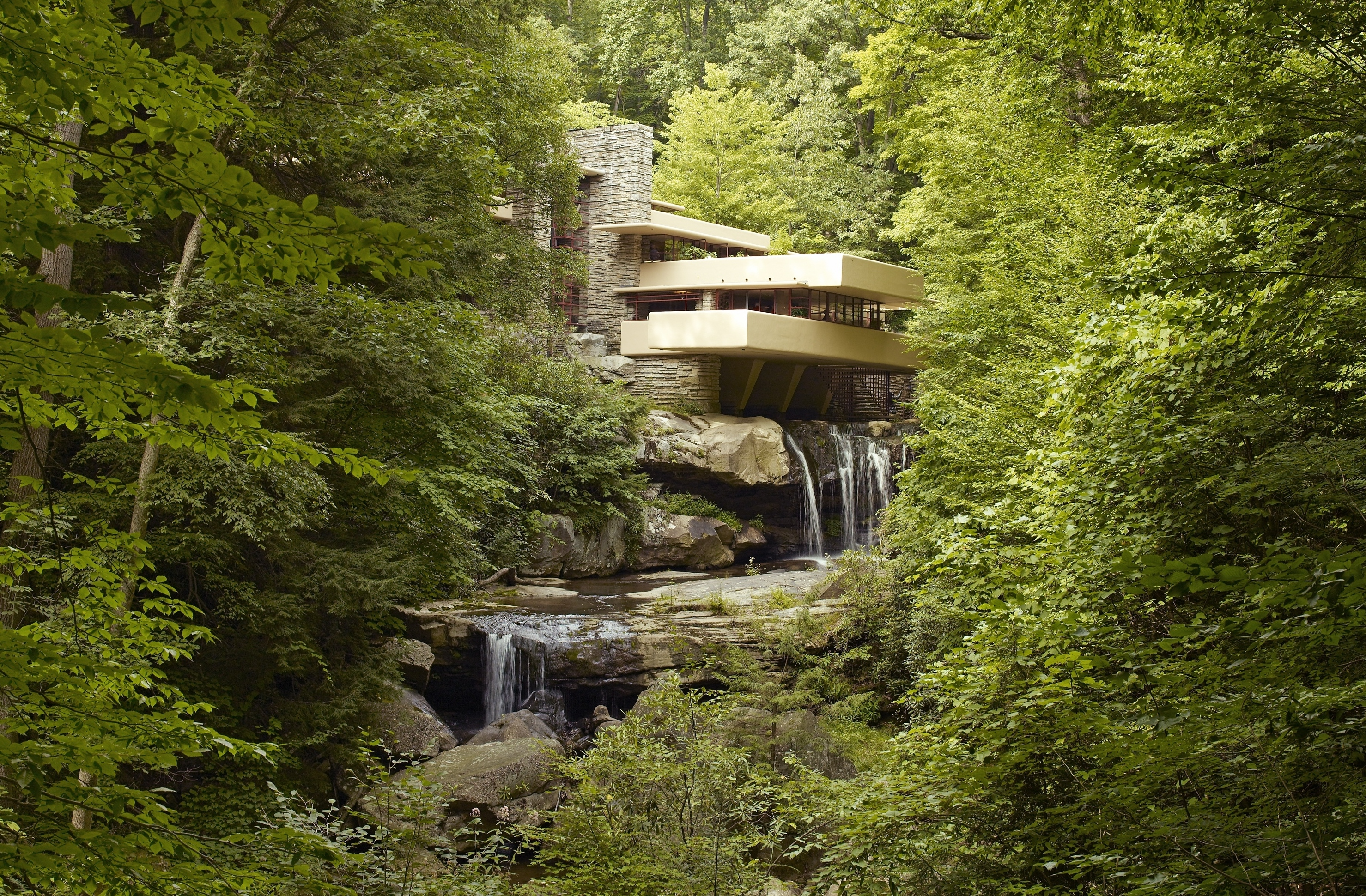
La maison sur la cascade en 2007.

- Cour suprême des États-Unis par Cass Gilbert, terminée après sa mort.
- Construction de la bibliothèque de Viipuri (à l'époque en Finlande, mais aujourd'hui en Russie) par Alvar Aalto.
- Construction du pavillon De La Warr à Bexhill-on-Sea au Royaume-Uni par Erich Mendelsohn et Serge Chermayeff.
- Construction de la Von Sternberg house par Richard Neutra.

## Événements
- Le Palazzo delle Scintille à Milan, inauguré en 1923, devient un pavillon de la Foire de Milan.

## Récompenses
- Royal Gold Medal : William Marinus Dudok.
- Prix de Rome : Paul Domenc.

## Naissances
- 1er juin : Norman Foster.
- 20 novembre : Imre Makovecz.
- 27 octobre : Giorgio Grassi.

## Décès
- George Keller (° 15 décembre 1842)